# کریستوفر کوپولا
کریستوفر کوپولا (به انگلیسی: Christopher Coppola) (زاده ۲۵ ژانویه ۱۹۶۲) کارگردان و تهیه‌کننده آمریکایی است.
او برادر نیکولاس کیج و مارک کوپولا و همچنین فرزند آگوست کوپولا است.
از فیلم‌های معروف او می‌توان به بازی در فیلم آرسنال اشاره کرد.